# 19208 Starrfield
19208 Starrfield (1992 RW) là một tiểu hành tinh vành đai chính được phát hiện ngày 2 tháng 9 năm 1992 bởi L. D. Schmadel và F. Borngen ở Tautenburg.